# Bruttogeschossfläche
Die Bruttogeschossfläche wird in Österreich als Synonym für die in der DIN 277 definierte Brutto-Grundfläche (BGF) verwendet. In Deutschland ist deren Verwendung inkorrekt und wird häufig mit der Geschossfläche verwechselt.

## Deutschland
In der Baunutzungsverordnung und der DIN 277 wird der Begriff nicht verwendet, jedoch hält sich die falsche Verwendung sehr hartnäckig. Die Verwendung des Wortes Brutto in Kombination mit Geschossfläche ist streng betrachtet überflüssig, da letzteres bereits per definitionem die Summe aller Flächen jedes Geschosses beinhaltet. Bei der Grundfläche hingegen kann man zwischen Konstruktions- und Nettoflächen unterscheiden.

## Österreich
In Österreich wird der Begriff im Baugesetz der einzelnen Bundesländer definiert. Im steiermärkischen Baugesetz gilt als Bruttogeschoßfläche „die Fläche je Geschoß, die von den Außenwänden umschlossen wird, einschließlich der Außenwände“. Dies entspricht der Brutto-Grundfläche eines Geschoßes nach DIN 277. Gemeinden können durch Verordnungen die Definition abändern. So gilt in der Gemeinde St. Kanzian am Klopeiner See: „Die Bruttogeschossfläche ist diejenige Fläche eines jeden Geschosses, die sich durch die Messung von Aussenmauer zu Aussenmauer ergibt, wobei Terrassen und Balkone sowie an drei Seiten offene Sonnenschutzdächer nicht die Berechnung einbezogen werden. Jener Teil eines Geschosses, welcher mehr als 1,50 m aus dem Urgelände hervorragt, ist in die Berechnung aufzunehmen.“
Die Berechnung der Brutto-Grundfläche wird in der ÖNORM B-1800 festgelegt.